# 杉尾邦江
杉尾邦江（すぎお くにえ、1936年-2023年）は、日本の女性ランドスケープアーキテクト。ランドスケープコンサルタント協会登録ランドスケープアーキテクト（RLA）。技術士。都市計画コンサルタント協会マスター都市プランナー。ランドスケープコンサルタントのプレック研究所代表取締役会長。自然環境共生技術協会自然環境共生技術フォーラム理事。文化庁文化審議会専門委員、歴史的砂防施設の保存活用調査委員会委員。武蔵工業大学講師を歴任 東京都新宿区牛込出身。。

## 人物と代表作
都市計画コンサルタント協会の紹介 参照。東京都立新宿高等学校を経て東京農業大学を1960年に卒業。 在学中の1959年 国家公務員上級職試験(造園職)に合格。旧厚生省国立公園管理職員採用試験に合格しレンジャー第8期生で日本初の女性レンジャーとなる。 厚生省には2年間勤めて結婚を機に退職。その後は鹿児島県で3年間教職に就き、1965年に東京に戻り、厚生省の特殊法人である国立こどもの国に就職。1972年に厚生省時代の同僚で夫杉尾伸太郎とプレック研究所設立。1986年、ニュージーランドで行われたIFPRA世界大会参加を機に1987年、クライストチャーチに渡り、リンカン大学の客員研究員として研究職に就く傍ら、プレック研究所の現地法人を設立し当地でコンサルタント業をも営む。この研究成果をもとにして1997年1月に論文をまとめ、東京農業大学より博士号を取得。造園大賞受賞(東京農業大学)。富山県自然博物園センター「ねいの里」の計画で、昭和57年度日本造園学会賞調査・計画部門受賞。

## 著書
- 景観都市の創出―英国植民地オーストラリア、ニュージーランドの公園緑地帯の成立史 ビオシティ 2007
- 女性たちの庭―ニュージーランド/日本 プロセスアーキテクチュア 1990
- A study on the establishment of park belts with regard to English colonial development in Australia and New Zealand 1997.

翻訳
- 集団による創造性の開発 : テイキング・パート /ローレンス・ハルプリン,ジム・バーンズ著 ; 杉尾伸太郎と共訳 ; プレック研究所企画編集